# Bobbi Sue Luther
Pour les articles homonymes, voir Luther (homonymie).
Bobbi Sue Luther, née le 27 août 1978 à Annapolis, est une actrice américaine et un mannequin.
Elle présente l'émission de la TLC Scrapheap Challenge en compagnie de Rossi Morreale et Deuce Bigalow: European Gigolo.
Elle a aussi joué une fille d'Orion esclave dans Star Trek: Enterprise.
En mars 2007, Bobbi Sue Luther a été nommée le nouveau visage de la bière St. Pauli Girl (en).

## Filmographie

### Cinéma
Actrice
- 2007 : The Poughkeepsie Tapes de John Erick Dowdle: Josephine
- 2008 : Extreme Movie d'Adam Jay Epstein et Andrew Jacobson
- 2009 : Night of the Demons : Suzanne Reed
- 2009 : The Slammin' Salmon : une cliente
- 2009 : Laid to Rest de Robert Green Hall (en) : la fille

Productrice
- 2009 : Laid to Rest de Robert Green Hall (en)